# Od Radio do Audio
Od Radio do Audio – polski miesięcznik o tematyce radio-elektronicznej, wydawany w roku 1995 przez wydawnictwo AVT. Pismo ukazało się w ośmiu numerach (od stycznia do sierpnia). Redaktorem naczelnym pisma był prof. Wiesław Marciniak, a zastępcami Andrzej Kisiel i Andrzej Janeczek.